# Mr. Wrong
Mr. Wrong è un singolo della cantante statunitense Mary J. Blige interpretata in duetto col rapper canadese Drake, pubblicato il 28 ottobre 2011 come secondo estratto dall'album di Blige My Life II... The Journey Continues (Act 1).

## Accoglienza
Monica Herrera ha scritto una recensione favorevole per Rolling Stone, analizzando che «il groove testardo delle prime ballate di Blige si sincronizza sorprendentemente bene con l'R&B scavato dell'ospite Drake, che sembra acutamente consapevole, se non proprio in conflitto, che il miglior tipo di protagonista nel mondo di Blige è un viscido di bassa lega».
Andy Gill del The Independent riporta che «la grande sacerdotessa delle turbolenze emotive torna alla sua apparentemente turbolenta vita personale in questo ultimo album, oscillando tra devozione ossessiva, auto-assoluzione morale e il tipo di abbattimento masochistico descritto magistralmente in Mr Wrong». Chris Coplan di Consequence descrive Mr. Wrong  come «un cupo brano R&B anni '80» in cui «Drake confessare di essere un pessimo amante, mentre Blige canta dolorosamente di come, nonostante la dolorosa verità, non riesca a lasciare andare il suo uomo»

## Video
Il video, diretto da Diane Martel, è stato pubblicato in due versioni differenti, nella prima pubblicata il 19 dicembre 2011 appare unicamente la cantante, mentre nella seconda, pubblicata il 10 gennaio 2012, è presente Drake.

## Classifiche
| Classifica (2012)     | Posizione massima |
| --------------------- | ----------------- |
| Stati Uniti           | 87                |
| Stati Uniti (Hot R&B) | 10                |